# Argema mittrei
Argema mittrei — вид метеликів родини сатурнієвих (Saturniidae). Інші назви — метелик-комета або мадагаскарська комета. Англійська назва — місячна міль (англ. Moon moth).

## Опис
Вирізняється дуже довгим роздвоєним «хвостом». У деяких особин він досягає 13 см. Розмах крил мадагаскарської комети доходить до 180 мм. У метелика маленька втягнута голова (з двоякогребінчастими вусиками у самця), яскраве забарвлення і товстий тулуб, покритий пухнастими волосками. На кожному крилі завбільшки з долоню є великі вічкасті плями.
Забарвлення крил яскраво-жовте. На кожному крилі по одному великому «вічку» коричневого кольору, з чорною крапкою в центрі. Вершини крил з буро-чорною плямою. По латеральному краю нижнього крила проходить вузька сіро-чорна облямівка. Через крила проходить червонувато-коричневий хвилястий візерунок.
Нижні крила з хвостиками довжиною до 13 см у самців. Вусики самця великі, перисті. У самки передні крила ширші і округліші. Хвостики на задніх крилах коротше, до 8 см завдовжки, і приблизно в 2 рази ширше, ніж у самців. Черевце самки велике, бочкоподібне. Вершинні жовті ділянки на хвостиках задніх крил швидко обламуються і побачити їх можна тільки у молодих метеликів.

## Спосіб життя
Ці комахи у дорослому віці не живляться: живуть за рахунок поживних речовин накопичених в стадії гусені. Метелик живе всього 2-3 дня. Гусінь живиться листям Weinmania eriocampa, Uapaca sp., Eugenia cuneifolia, Sclerocarya caffra. Інколи може харчуватися на видах Rhus cotinus, Eucalyptus gunnii, Pistacia terebinthus, Pistacia lentiscus, Rhus copallina, Rhus laurina, Rhus toxicodendron, Rhus typhina, Schinus molle, Schinus terebinthifolius, Mimosa sp. та Liquidambar styraciflua. Заляльковуються в білосніжних пористих коконах.